# 베타 분포
확률론과 통계학에서 베타 분포(Β分布, 영어: beta distribution)는 두 매개변수 {\displaystyle \alpha }와 {\displaystyle \beta }에 따라  [0,1] 구간에서 정의되는 연속 확률 분포들의 가족이다.

## 확률 밀도 함수
베타 분포의 확률 밀도 함수는 다음과 같다.
{\displaystyle {\begin{aligned}f(x;\alpha ,\beta )&={\frac {x^{\alpha -1}(1-x)^{\beta -1}}{\int _{0}^{1}u^{\alpha -1}(1-u)^{\beta -1}\,du}}\\&={\frac {\Gamma (\alpha +\beta )}{\Gamma (\alpha )\Gamma (\beta )}}\,x^{\alpha -1}(1-x)^{\beta -1}\\&={\frac {1}{\mathrm {B} (\alpha ,\beta )}}\,x^{\alpha -1}(1-x)^{\beta -1}\end{aligned}}}
여기서 {\displaystyle \Gamma }는 감마 함수이다. 베타 함수 B(.,.)는 함수의 적분값이 1이 되도록 하기 위해 사용되었다.

## 응용
베타 분포는 다운링크 빔포밍 등에 쓰인다.